# Babolsar
Babolsar (persiska: بابُلْسَر), även Babelsar (بابِلسَر) eller Mashhadsar (مَشهَدسَر), är en hamnstad vid Kaspiska havet, i norra Iran. Den är huvudort i delprovinsen (shahrestan) Babolsar i provinsen Mazandaran. Antalet invånare är 48 051.